# 潘介繁
潘介繁（1828年—1893年），字谷人，號菽坡，又作号茮坡、椒坡，江蘇吳縣人，祖籍安徽歙縣，晚清官員，藏書家。
潘介繁出身蘇州大阜潘氏文獻世家，為潘世璜之孫。早年為附貢生，咸豐二年（1852年）中式順天鄉試舉人。候選國子監學正，歷官湖北咸寧、麻城知縣，升湖南茶陵知州。有《桐西書屋詩文鈔》一卷。